# Mont Aubert
Mont Aubert är en kulle i Schweiz. Den ligger i distriktet Jura-Nord vaudois och kantonen Vaud, i den västra delen av landet, 60 km väster om huvudstaden Bern. Toppen på Mont Aubert är 1 338 meter över havet. Mont Aubert ingår i Jurabergen.